# Craig Reedie
Sir Craig Reedie (né le 6 mai 1941 à Stirling) est un dirigeant sportif britannique, président de l'Agence mondiale antidopage et membre du Comité international olympique.

## Distinctions et honneurs

### Décorations internationales
- Ordre olympique échelon argent (Comité international olympique), le 17 octobre 2023[1].